# Maurice René Fréchet

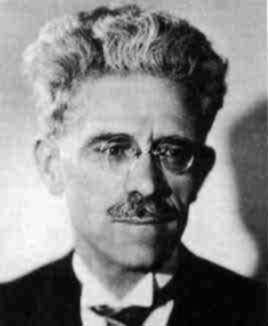
Maurice René Fréchet

Maurice René Fréchet (* 2. September 1878 in Maligny, Département Yonne; † 4. Juni 1973 in Paris) war ein französischer Mathematiker, der grundlegende Arbeiten in der Funktionalanalysis verfasste.

## Leben
Fréchet ging am Lycée Buffon in Paris zur Schule, wo Jacques Hadamard sein Lehrer war und seine mathematische Begabung förderte. Nach Studium (1900–1903) an der École normale supérieure, promovierte er dort 1906 bei Hadamard (Sur quelques points du calcul fonctionnel). Um diese Zeit bearbeitete er auch Vorlesungen von Émile Borel über reelle Funktionen und von Hadamard über Variationsrechnung für die Veröffentlichung und knüpfte auch Kontakte zu US-amerikanischen Mathematikern wie Edwin Wilson. 1907/1908 war er Mathematiklehrer am Gymnasium (Lycée) in Besançon, 1908/1909 in Nantes und von 1910 bis 1919 Professor für Mechanik an der Faculté des Sciences in Poitiers. Ursprünglich wollte er 1914/1915 an der University of Illinois in Urbana lehren, was durch den Ersten Weltkrieg verhindert wurde, während dessen er Wehrdienst als Verbindungsoffizier zu den Engländern leistete. Nach dem Krieg war er am Aufbau der nun französisch gewordenen Universität in Straßburg beteiligt, wo er 1919 bis 1927 Professor für höhere Analysis und Direktor des mathematischen Instituts war. In dieser Zeit organisierte er auch den Internationalen Mathematikerkongress 1920 in Straßburg. Mit Unterstützung von Emile Borel ging er ab 1928 nach Paris, wo er Maître de Recherches an der  École des Hautes-Études war, danach Professor an der Faculté des Sciences und ab 1929 zusätzlich Professor für Mechanik und Analysis an der Ecole Normale Superieure. 1948 ging er in den Ruhestand.
1956 wurde er, nach mehreren vergeblichen vorherigen Anläufen, als Vollmitglied in die Académie des sciences gewählt; seit dem 30. Juni 1952 war er bereits korrespondierendes Mitglied. 1948 wurde er Mitglied der Royal Society of Edinburgh und 1929 der Polnischen Akademie der Wissenschaften. Seit 1950 war er auswärtiges Mitglied der Königlich Niederländischen Akademie der Wissenschaften. Er war Ehrenmitglied der Portugiesischen Mathematischen Gesellschaft und hielt 1942 Vorlesungen in Lissabon. 1935 war er Präsident der Société Mathématique de France.
Er war seit 1908 verheiratet und hatte vier Kinder.
Er stand in Briefwechsel mit vielen bedeutenden Mathematikern, unter anderem mit den russischen Mathematikern Nikolai Nikolajewitsch Lusin, Pawel Alexandrow und Urysohn, mit Frigyes Riesz, L. E. J. Brouwer sowie mit polnischen Mathematikern wie Waclaw Sierpinski und Kazimierz Kuratowski.

## Werk
In der Funktionalanalysis führte er 1906 in seiner Doktorarbeit die metrischen Räume ein und legte Grundsteine der Topologie, auf seiner Suche nach Abstraktion der Arbeiten von Vito Volterra, Cesare Arzelà, Jacques Hadamard und Georg Cantor. Der Name metrischer Raum stammt allerdings nicht von ihm, sondern von Felix Hausdorff. Fréchet führte in seiner Dissertation auch die Begriffe Kompaktheit und Separabilität ein.
Fréchet führte ferner die Begriffe der gleichmäßigen Konvergenz und gleichmäßige Stetigkeit ein. Es war auch Fréchet, der 1928 als erster den Begriff Banachraum benutzte, wobei er damals die {\displaystyle l^{p}}-Folgenräume als Banachräume bezeichnete.
In seiner Zeit in Paris ab 1928 wandte er sich der Statistik und Wahrscheinlichkeitstheorie zu, über die er schon in Straßburg Vorlesungen gehalten hatte.
1936 hielt er einen Plenarvortrag auf dem Internationalen Mathematikerkongress in Oslo (Mélanges mathématiques) und ebenso in Bologna 1928 (L’analyse générale et les espaces abstraits).
Sein Name ist u. a. mit folgenden Begriffen verbunden:
- Fréchet-Ableitung
- Fréchet-Filter
- Fréchet-Metrik
- Fréchet-Raum
- Fréchet-Verteilung
- Fréchet-Ungleichung
- Fréchet-Hoeffding-Schranken
- Fréchet-Prinzip
- Fréchet Inception Distance

2001 wurde der Asteroid (21537) Fréchet nach ihm benannt.

## Schriften
- Les espaces abstraits et leur théorie considérée comme introduction à l’analyse générale, Paris, Gauthier-Villars, 1928
- L’arithmétique de l’infini, Paris, Hermann 1934
- Récherches théoriques modernes sur la théorie des probabilités, 2 Bände, Paris, Gauthier-Villars 1950, 1952
- mit Ky Fan Introduction à la topologie combinatoire, 1946 (englische Übersetzung Introduction to combinatorial topology, Boston 1967)
- Pages choisies d’analyse générale, Paris, Gauthier-Villars, 1953
- Les mathématiques et le concret, Presse Universitaire de France, 1955
- mit Maurice Halbwachs Le calcul des probabilités à la portée de tous, Paris, Dunod 1924. Neuaufgelegt bei Presses Universitaires de Strasbourg, 2019.